# ویلما اگرشی
ویلما اِگِرِشی (مجاری: Vilma Egresi; ۷ مهٔ ۱۹۳۶ – ۷ ژانویهٔ ۱۹۷۹) قایقران کایاک اهل مجارستان بود.